# Groupement d'intervention
 (juin 2019).
Ne doit pas être confondu avec Groupement d'intervention et de neutralisation, Groupement de sécurité et d'intervention de la Gendarmerie nationale, Liste des groupes d'intervention policiers, Groupement d'intervention spécial, Groupe d'intervention, Groupe d'intervention de la Gendarmerie nationale, Groupe d'intervention régional, Groupe tactique d'intervention ou Groupement de réserve et d'intervention.
Les groupements d'intervention (anciennement appelés « groupements d'intervention et de réserve »), sont les unités anti-émeute de la gendarmerie nationale algérienne.

## Historique
Les premiers groupements d'intervention ont vu le jour dans les années 1980 notamment dans la banlieue d'Alger à Chéraga ou encore à Sidi Bel Abbès. On compte en 2017 38 GI sur l'ensemble du territoire algérien.
Auparavant, les unités de gendarmes mobiles se chargeaient aussi du maintien de l'ordre, de plus, cette unité était considérée à l'époque comme une unité d'élite car avant l'apparition du Détachement spécial d'intervention, ils étaient les seuls à pouvoir intervenir dans des missions complexes telles que les prises d'otages. Le noyau dur du Détachement spécial d'intervention est issu des groupements d'intervention.
Depuis 2017, le « groupement d'intervention et de réserve » a changé de nom pour le « groupement d'intervention ».
Les groupements d'interventions et de neutralisations appartiennent également aux GI, on en compte 38 actuellement en Algérie.

## Missions
Les GI ont pour mission :
- Le maintien et le rétablissement de l’ordre public
- La sécurité générale et de la voie publique
- Les services et maintien de l’ordre dépassant les capacités opérationnelles des gendarmes mobiles
- Les renforts lors de missions sensibles ou risqués
- L'aide et le secours des populations en cas de catastrophes naturelles ou technologiques[4]

De plus, les GI peuvent venir en appui lors d'une intervention des sections de sécurité et d'intervention (Sections de sécurité et d'intervention) ou des groupements d'intervention et de neutralisation.

## Armement et équipements
Les gendarmes des GI ont des équipements et un armement différent de leurs homologues mobiles, leurs véhicules aussi sont différents.

### Armement

#### Armes de poing
- Makarov PM
- Caracal 9 x 19 mm

#### Fusils d'assaut
- AKM
- AKMS

#### Fusils à pompe
- RS 202P

#### Autres
- Bâton télescopique
- Tonfa
- Grenades (lacrymogènes, assourdissantes, aveuglantes, de dispersion...)
- Fusil lance-grenade

### Équipement individuel
- Casque à visière anti-émeute
- Masque à gaz
- Combinaison verte de la gendarmerie
- Gilet de protection
- Jambières protège pieds et tibias et épaulières de protections
- Gilet pare-balles
- Gilet tactique
- Bouclier anti-émeute
- Rangers
- Gants de protection
- Lunettes de protection
- Ceinturon tactique

### Véhicules
- 4X4 Mercedes-benz Classe G
- 4X4 Toyota land cruiser
- 4x4 Nissan patrol
- Minibus Iveco daily
- Minibus Mercedes-benz sprinter
- Fourgon Mercedes-benz sprinter
- SNVI m120 avec un système de déblaiement
- SNVI B260 VAM (véhicule anti-émeute) avec des jets d'eau répulsifs
- Minibus SNVI 18 V4 VI (véhicule d'intervention)

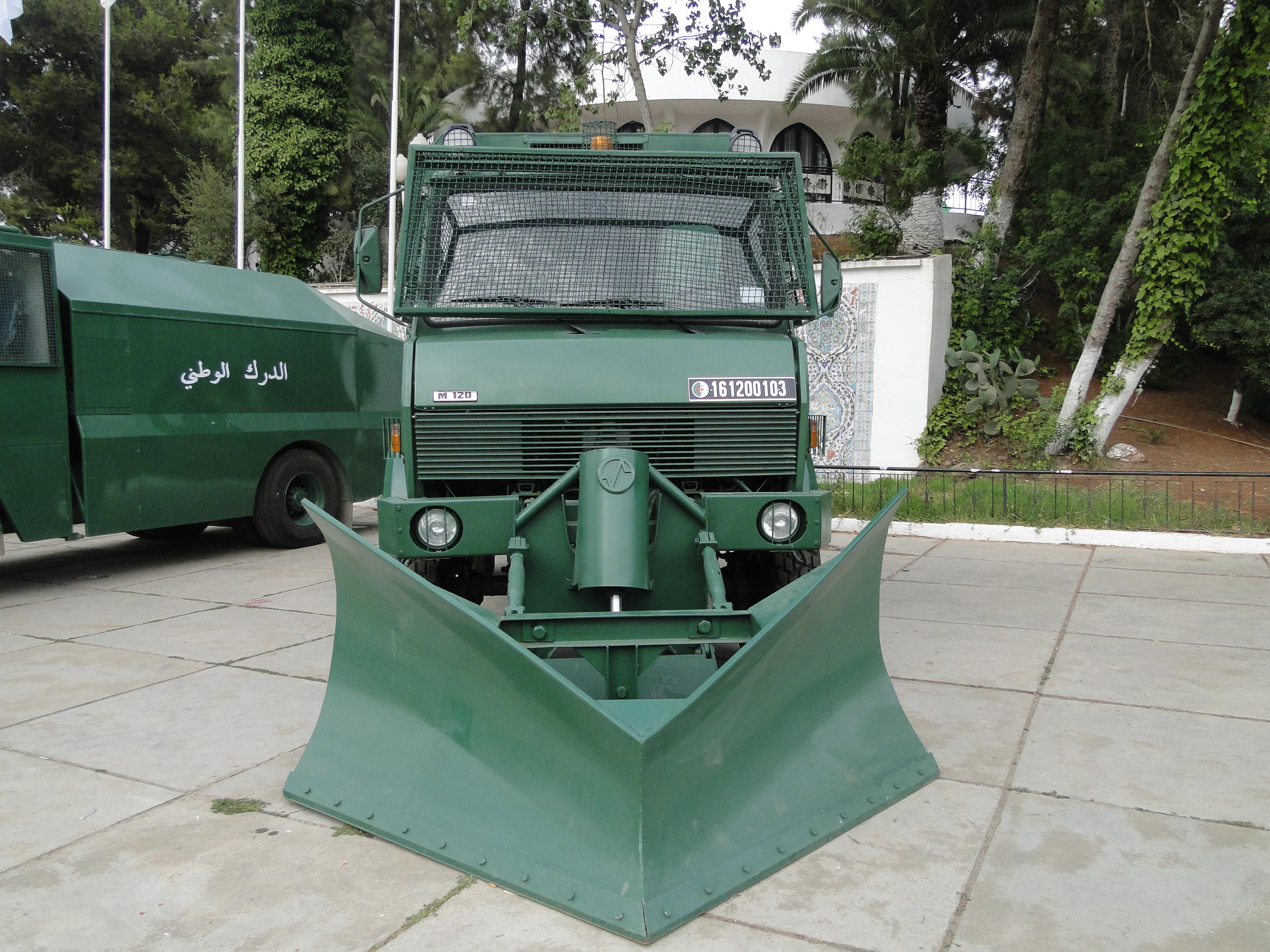
Véhicule SNVI M 120 de déblaiement.

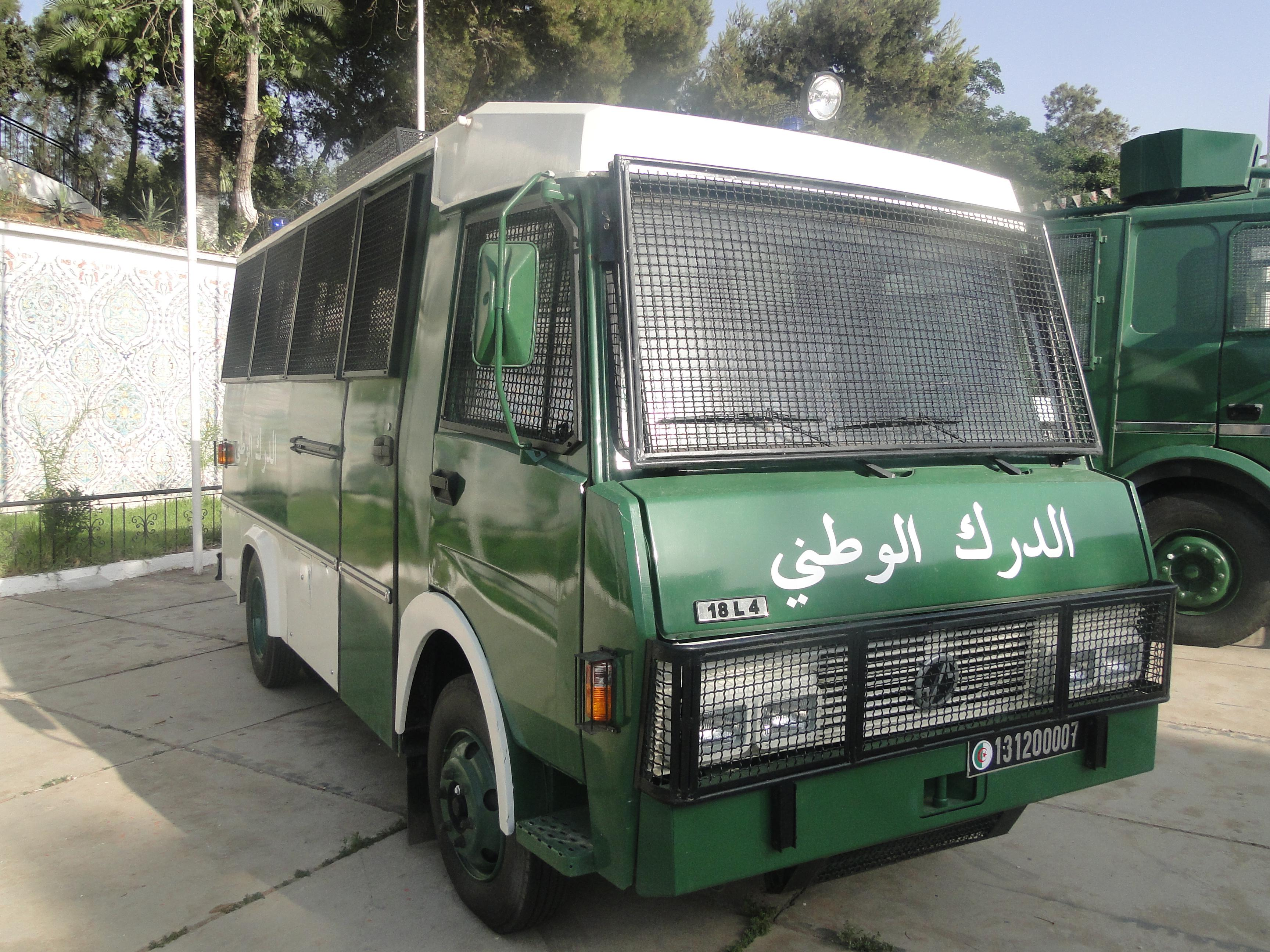
Minibus anti-émeute SNVI 18 V4.

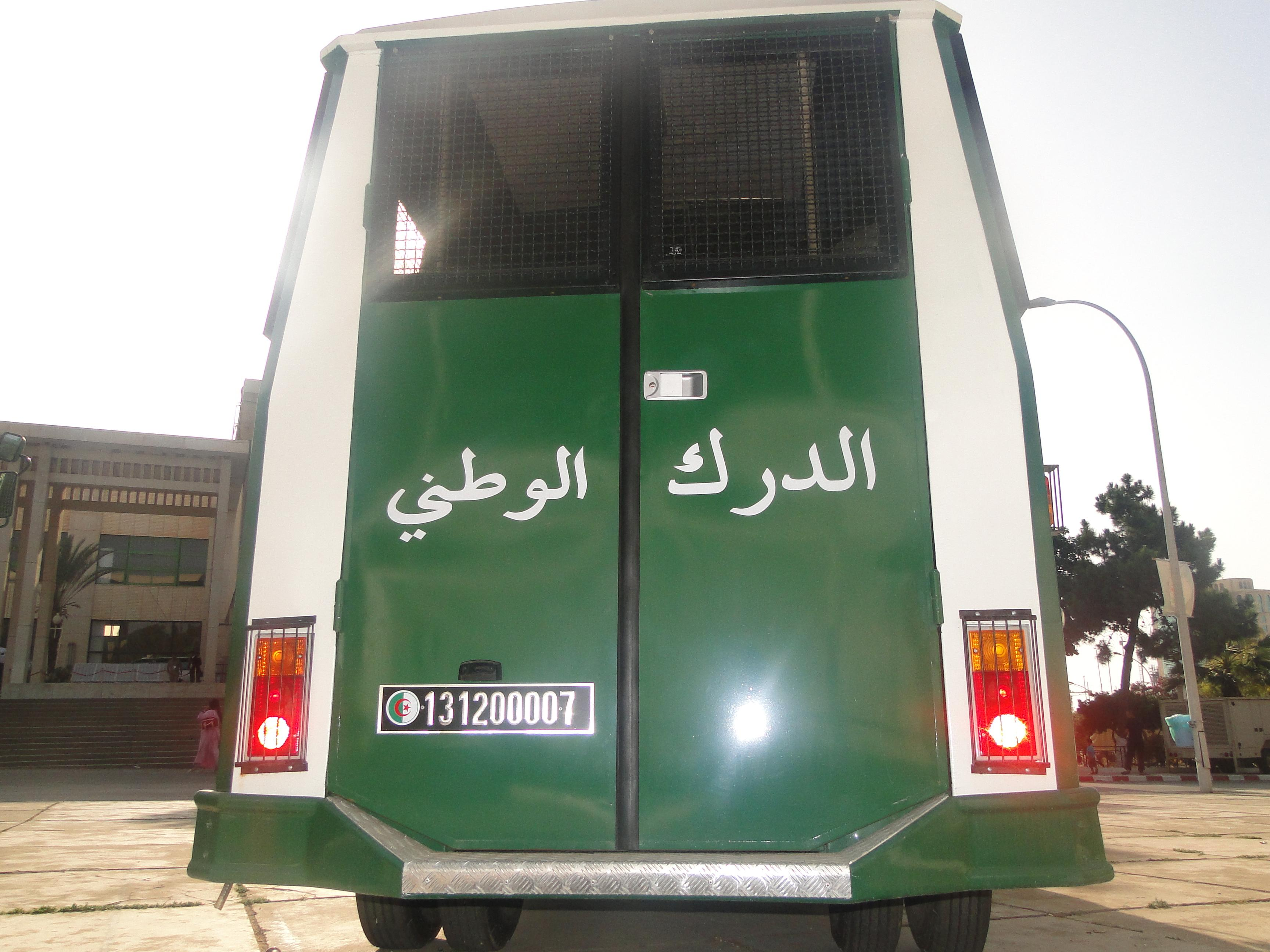
Minibus anti-émeute SNVI 18 V4.

- Minibus SNVI 38 L6